# Исак Аслани
Исак Аслани (рођен 1945) је српски сликар.

## Биографија
Рођен је 1945. године у Дунаву. Факултет ликовних уметности Универзитета уметности у Београду је завршио 1972. у класи професорке Љубице Сокић. У току студија је био код професора Зорана Петровића и Недељка Гвозденовића. Године 1974. је добио стипендију из фонда „Моша Пијаде” у Паризу. Током студија је путовао и боравио у Италији, Швајцарској и Белгији. Постдипломске студије је завршио 1975. године у класи професора Раденка Мишевића. Члан Удружења ликовних уметника Србије је од 1974. године. Живи и ради у Београду. Самостално је излагао дванаест пута, а колективно од 1969. на многим страним и домаћим изложбама и десет пута је награђиван.